# Latinsville!
Latinsville! è un album di Victor Feldman, pubblicato dalla Contemporary Records nel 1959.

## Tracce
Lato A
1. South of the Border – 3:17 (Michael Carr, Jimmy Kennedy) – Registrato il 20 marzo 1959 a Los Angeles (California)
2. She's a Latin from Manhattan – 3:20 (Harry Warren, Al Dubin) – Registrato il 4 maggio 1959 a Los Angeles (California)
3. Flying Down to Rio – 2:56 (Edward Eliscu, Gus Kahn, Vincent Youmans) – Registrato il 20 marzo 1959 a Los Angeles (California)
4. Cuban Pete – 2:49 (José Norman) – Registrato il 4 maggio 1959 a Los Angeles (California)
5. The Gypsy – 3:05 (Billy Reid) – Registrato il 3 marzo 1959 a Los Angeles (California)
6. Poinciana – 3:35 (Nat Simon, Manuel Lliso, Buddy Bernier) – Registrato il 2 marzo 1959 a Los Angeles (California)

Lato B
1. Lady of Spain – 3:25 (Tolchard Evans, Stanley Damerell) – Registrato il 20 marzo 1959 a Los Angeles (California)
2. Spain – 3:07 (Gus Kahn, Isham Jones) – Registrato il 2 marzo 1959 a Los Angeles (California)
3. Cuban Love Song – 3:25 (Herbert Stothart, Jimmie McHugh, Dorothy Fields) – Registrato il 2 marzo 1959 a Los Angeles (California)
4. In a Little Spanish Town – 3:25 (Sam M. Lewis, Mabel Wayne, Joe Young) – Registrato il 3 marzo 1959 a Los Angeles (California)
5. Fiesta – 3:05 (Brano tradizionale) – Registrato il 4 maggio 1959 a Los Angeles (California)
6. Woodyn' You – 3:23 (Dizzy Gillespie) – Registrato il 2 marzo 1959 a Los Angeles (California)

Edizione CD del 2003, pubblicato dalla Contemporary Records
1. South of the Border – 3:19 (Michael Carr, Jimmy Kennedy)
2. She's a Latin from Manhattan – 3:24 (Harry Warren, Al Dubin)
3. Flying Down to Rio – 2:59 (Edward Eliscu, Gus Kahn, Vincent Youmans)
4. Cuban Pete – 2:51 (José Norman)
5. The Gypsy – 3:12 (Billy Reid)
6. Poinciana – 3:38 (Buddy Bernier, Nat Simon)
7. Lady of Spain – 3:30 (Tolchard Evans, Stanley Damerell)
8. Spain – 3:00 (Gus Kahn, Isham Jones)
9. Cuban Love Song – 3:33 (Herbert Stothart, Jimmie McHugh, Dorothy Fields)
10. In a Little Spanish Town – 3:28 (Sam M. Lewis, Mabel Wayne, Joe Young)
11. Fiesta – 2:56 (Brano tradizionale)
12. Woody 'n You – 3:30 (Dizzy Gillespie)
13. Poinciana – 5:36 (Buddy Bernier, Nat Simon)
14. Pancho – 5:57 (Frank Rosolino)
15. The Breeze and I – 3:21 (Ernesto Lecuona, Al Stillman)
16. Bullues Bullose – 5:44 (Victor Feldman)
17. Lady of Spain – 5:56 (Tolchard Evans, Stanley Damerell)

- Brani: 13, 14, 15, 16 & 17, registrati l'8 dicembre 1958 a Los Angeles (California)

## Formazione
Brani A1, A3 & B1
- Victor Feldman  - vibrafono
- Conte Candoli  - tromba
- Walter Benton  - sassofono
- Vince Guaraldi  - pianoforte
- Al McKibbon  - contrabbasso
- Mongo Santamaría  - congas
- Armando Peraza  - bongos
- Willie Bobo  - timbales

Brani A2, A4 & B5
- Victor Feldman  - vibrafono
- Andy Thomas  - pianoforte
- Tony Reyes  - contrabbasso
- Ramon Rivera  - congas
- Chico Guerrero  - timbales

Brani A5 & B4
- Victor Feldman  - vibrafono
- Conte Candoli  - tromba
- Walter Benton  - sassofono tenore
- Vince Guaraldi  - pianoforte
- Scott LaFaro  - contrabbasso
- Mongo Santamaría  - congas
- Armando Peraza  - bongos
- Willie Bobo  - timbales

Brani A6, B2, B3 & B6
- Victor Feldman  - vibrafono
- Conte Candoli  - tromba
- Frank Rosolino  - trombone
- Walter Benton  - sassofono tenore
- Vince Guaraldi  - pianoforte
- Scott LaFaro  - contrabbasso
- Stan Levey  - batteria
- Mongo Santamaría  - congas
- Armando Peraza  - bongos
- Willie Bobo  - timbales

Brani (CD) 13, 14, 15, 16 & 17
- Victor Feldman  - vibrafono, pianoforte
- Frank Rosolino - trombone
- Walter Benton - sassofono tenore
- Scott LaFaro - contrabbasso
- Nick Martinis - batteria